# Ziegfeld Girl
 Ziegfeld Girl és una pel·lícula musical estatunidenca de Robert Z. Leonard, estrenada el 1941 i protagonitzada per James Stewart, Judy Garland, Hedy Lamarr, i Lana Turner, i coprotagonitzada per Tony Martin, Jackie Cooper, Eve Arden, i Philip Dorn. Produïda per la MGM, presenta números musicals de Busby Berkeley. Ambientada en els anys 1920, la pel·lícula explica la històries paral·leles que arriben a actuar a la coneguda obra de Broadway Ziegfeld Follies. Pretenia ser una seqüela del film de 1936 The Great Ziegfeld , i fins i tot va aprofitar algunes seqüències de la pel·lícula anterior.

## Argument
A diferència de Great Ziegfeld, Ziegfeld Girl aborda de manera indirecta el personatge de Florenz Ziegfeld - que d'altra banda no apareix mai.
Florenz Ziegfeld posa en escena, com cada any, la seva famosa revista Ziegfeld Follies i, com cada any, busca nous talents. Entre altres, troba tres noies: una esplèndida bellesa europea, una calenta bellesa americana sense experiència artística i una noia diabòlica que ve de la dura escola de vodevil. Les tres noies es troben que han de lidiar amb el món de Broadway, descobrint que no tot el que brilla és or. La morena - Sandra Kolter (Hedy Lamarr) -es donarà per vençuda a la final de la revista en el món per amor al seu marit, un virtuós del violí. La rossa nord-americana - Sheila Regan (Lana Turner) -serà aixafada pel miratge del luxe de Park Avenue: en el pendent de l'alcoholisme, també serà abandonada pel seu promès. L'única que farà carrera - Susan Gallagher (Judy Garland) -serà la noia que demostrarà que per baixar per les escales del Ziegfeld s'ha de tenir talent i no és necessari ser bella ..

## Repartiment
- Lana Turner: Sheila Regan
- Judy Garland: Susan Gallagher
- Hedy Lamarr: Sandra Kolter
- James Stewart: Gilbert "Gil" Young
- Tony Martin: Frank Merton
- Jackie Cooper: Jerry Regan
- Ian Hunter: Geoffrey Collis
- Charles Winninger: "Pop" Gallagher
- Edward Everett Horton: Noble Sage
- Philip Dorn: Franz Kolter
- Paul Kelly: John Slayton
- Eve Arden: Patsy Dixon
- Dan Dailey: Jimmy Walters
- Rose Hobart: Sra. Merton
- Leslie Brooks (no surt als crèdits): Ziegfeld Girl
- Florenz Ziegfeld
- Jean Wallace